# Torneo de Adelaida 2020
El Adelaide International 2020 fue un evento de tenis de la ATP 250 y de la WTA Premier, y se disputó en Adelaida (Australia) en el complejo Memorial Drive Center y en cancha dura al aire libre, siendo parte de una serie de eventos que hacen de antesala al Abierto de Australia, desde el 12 al 18 de enero de 2020. Esta es la primera edición de este torneo.

## Distribución de puntos
| Modalidad            | Campeón | Finalista | Semifinales | Cuartos de final | 2ª ronda | 1ª ronda | Clasificados | 2ª ronda de clasificación | 1ª ronda de clasificación |
| Individual masculino | 250     | 165       | 100         | 50               | 25       | 0        | 13           | 7                         | 0                         |
| Dobles masculino     | 250     | 150       | 90          | 45               | 20       | 0        | -            | -                         | -                         |

| Modalidad           | Campeona | Finalista | Semifinales | Cuartos de final | 2.ª ronda | 1.ª ronda | Clasificadas | 3.ª ronda de clasificación | 2.ª ronda de clasificación | 1.ª ronda de clasificación |
| Individual femenino | 470      | 305       | 185         | 100              | 55        | 1         | 25           | 18                         | 13                         | 1                          |
| Dobles femenino     | 470      | 305       | 185         | 100              | -         | 1         | -            | -                          | -                          | -                          |

## Cabezas de serie

### Individuales masculino
| Tenista               | Ranking | Preclasificado |
| Álex de Miñaur        | 18      | 1              |
| Félix Auger-Aliassime | 21      | 2              |
| Andréi Rubliov        | 23      | 3              |
| Pablo Carreño         | 27      | 4              |
| Taylor Fritz          | 31      | 5              |
| Christian Garín       | 33      | 6              |
| Jan-Lennard Struff    | 35      | 7              |
| Reilly Opelka         | 36      | 8              |

- Ranking del 6 de enero de 2020.[3]

### Dobles masculino
| Tenista                           | Ranking | Preclasificado |
| Juan Sebastián Cabal Robert Farah | 2       | 1              |
| Łukasz Kubot Marcelo Melo         | 12      | 2              |
| Kevin Krawietz Andreas Mies       | 20      | 3              |
| Ivan Dodig Filip Polášek          | 25      | 4              |

### Individuales femenino
| Tenista             | Ranking | Preclasificada |
| Ashleigh Barty      | 1       | 1              |
| Simona Halep        | 3       | 2              |
| Petra Kvitová       | 7       | 3              |
| Belinda Bencic      | 8       | 4              |
| Kiki Bertens        | 9       | 5              |
| Sofia Kenin         | 14      | 6              |
| Markéta Vondroušová | 16      | 7              |
| Angelique Kerber    | 18      | 8              |

- Ranking del 6 de enero de 2020.[4]

### Dobles femenino
| Tenista                         | Ranking | Preclasificada |
| Nicole Melichar Yifan Xu        | 28      | 1              |
| Květa Peschke Demi Schuurs      | 35      | 2              |
| Gabriela Dabrowski Darija Jurak | 50      | 3              |
| Yingying Duan Desirae Krawczyk  | 57      | 4              |

## Campeones

### Individual masculino
Andréi Rubliov venció a  Lloyd Harris por 6-3, 6-0

### Individual femenino
Ashleigh Barty venció a  Dayana Yastremska por 6-2, 7-5

### Dobles masculino
Máximo González /  Fabrice Martin vencieron a  Ivan Dodig /  Filip Polášek por 7-6(14-12), 6-3

### Dobles femenino
Nicole Melichar /  Yifan Xu vencieron a  Gabriela Dabrowski /  Darija Jurak por 2-6, 7-5, [10-5]